# 年富
年富（？—？），一作嚴富，字大有，直隸懷遠縣人。明朝戶部尚書。

## 生平
年富早年以會試副榜授德平訓導。宣德三年，升吏科給事中。明宣宗選拔給事中，命其與賈銓並掌刑科，彈劾都御史顧佐等人。明英宗繼位后，遷陝西左參政，尋命總理糧儲。其遇事，果敢有為，權勢莫能撓，聲震關中。九年任期滿，升河南右布政使，與當地豪強對抗，后由少師楊溥調解。其在任期間，救濟災荒，后進左布政使。景泰二年，以右副都御史巡撫大同，提督軍務，并罷免諸州縣稅課局，停太原民轉餉大同。并治理武清侯石亨、武安侯鄭宏、武進伯朱瑛等私囊糴米，后并彈劾石亨專擅，因得罪權貴被削職。
景泰六年，母喪丁憂，除服后起用。次年彈劾英國公張懋及鄭宏各置田莊於邊境，歲役軍耕種，后被制止。天順元年，巡撫官職被撤，年富亦在其中。隨後，石彪立即彈劾并逮捕下詔獄。明英宗問李賢，并稱此必為誣陷。李賢請宜早雪冤。之後命錦衣衛門達問事，果然無驗，乃令致仕。次年，因廷臣舉薦，起用南京兵部右侍郎，未上，改戶部，巡撫山東。之後改左副都御史。天順四年，因李賢舉薦，擔任戶部尚書。在任期間統籌治理，躬親會計，戶部大治。后父喪丁憂。
明憲宗即位后，其請求陝西重新整理治餉，并罷免左布政孫毓，改用右布政楊璿、參政婁良、西安知府余子俊。吏部尚書王翺則抗議其侵官，年富則稱「薦賢為國，非有所私也。」隨後請辭職，憲宗慰留，不久因病去世。賜謚恭定。